# Piedralaves
Piedralaves é um município da Espanha na província de Ávila, comunidade autónoma de Castela e Leão, de área 55,25 km² com população de 2197 habitantes (2007) e densidade populacional de 38,50 hab/km².

## Localização
Localiza-se no sul da província de Ávila.
| Noroeste: Burgohondo | Norte: Burgohondo, Navaluenga | Noreste: Navaluenga |
| Oeste: Casavieja     |                               | Este: La Adrada     |
| Suroeste: Casavieja  | Sur: La Iglesuela             | Sureste: La Adrada  |

## Demografia
| Variação demográfica do município entre 1991 e 2004 | Variação demográfica do município entre 1991 e 2004 | Variação demográfica do município entre 1991 e 2004 | Variação demográfica do município entre 1991 e 2004 |
| --------------------------------------------------- | --------------------------------------------------- | --------------------------------------------------- | --------------------------------------------------- |
| 1991                                                | 1996                                                | 2001                                                | 2004                                                |
| 2155                                                | 2173                                                | 2094                                                | 2120                                                |